# أدرع
غزال المهرّ، والذي يعرف أيضا بالأَدْرَع أو غزال داما، أو غزال دمّار، هو صنف من الغزلان الإفريقية المرتحلة التي تعيش في الصحراء الكبرى وتهاجر جنوبا خلال فصل الجفاف بحثا عن الطعام، ومن ثم تعود إلى الشمال مجددا عند هطول الأمطار وعودة ازدهار النباتات. كان للقنص غير الشرعي وتدمير المسكن أثر مدمّر على هذه الغزلان حيث تقلصت أعدادها بشكل كبير ولم تعد تتواجد في قطعان ضخمة. لون هذه الغزلان أبيض على معظم الجسد وأسمر ضارب إلى البني عند العنق والرأس، وغزال المهرّ يعد سلالة مميزة من النوع الأساسي أي غزال داما، وهو على العكس من الأخير يكون أسمرا بنيا على معظم الجسد. لقد انخفضت أعداد غزال داما بحوالي 80% خلال العقد الأخير وأصبح النوع يصنف على أنه مهدد بصورة حرجة بينما انقرضت سلالة المهرّ من البريّة.

## وصف النوع

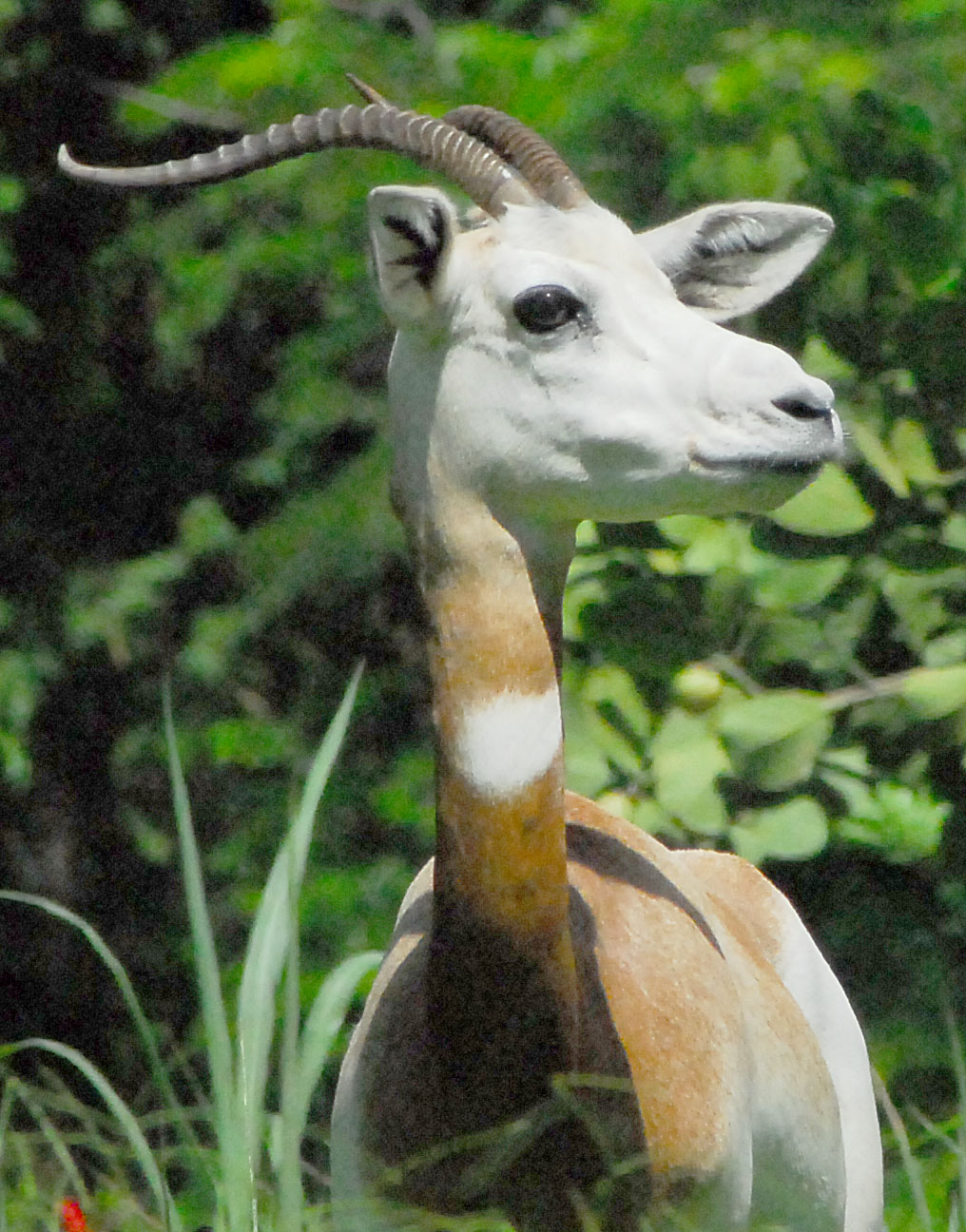
رأس غزال داما الأبيض الذي يميزه بوضوح عن سلالة المهرّ

يمتلك غزال المهرّ قوائم نحيلة وعنق طويل هزيل، ويتميز معطفه بالبقع الحمراء الضاربة إلى البني بالإضافة إلى البيضاء. يكون لون وجه هذا الغزال وقسمه السفلي أبيض دائما، والعنق خمريّ كما يمتلك بقعة بيضاء على حلقه، إلا أن نمط الألوان يختلف باختلاف السلالات. فسلالة المهرّ أو السلالة الغربية تكاد تكون حمراء تماما عدا القسم السفلي والمؤخرة كما تمتلك بقعتين حمراوين على الوجنتين وخطوط سوداء قرب العين وحتى زاوية الفم. أما السلالة الشرقية فهي بيضاء بالكامل تقريبا ولا يظهر لونها الخمري إلا على العنق والظهر.
لهذه الحيوانات قرون منحية إلى الوراء ومقوسة على شكل حرف "S" يتراوح طولها بين 25 و35 سنتيمترا، وتكون أطول بقليل عند الذكور منه عند الإناث. يختلف حجم هذه الغزلان باختلاف الجنس حيث تزن الإناث عادة من 35 إلى 40 كيلوغراما بينما تزن الذكور ما بين 40 إلى 75 كيلوغرام، ويعتبر معدل أيض هذه الحيوانات مرتفع مقارنة بحجم جسدها كما ي الحال بالنسبة لجميع الحافريات.

## الموطن والمسكن
يستوطن غزال المهرّ دول الساحل الإفريقي والصحراء الكبرى، وقد امتد موطنه في السابق ليصل إلى الجزائر، المغرب ومصر إلا أن الصيد المكثف أدى إلى تقليص موطنها لينحصر حاليا في المغرب، وفي المنطقة بين السنغال (حيث أعيد إدخاله) والسودان.
يتواجد غزال المهرّ عادة في المناطق الجافة المتفرقة النباتات، إلا أن مسكنه يتغير بشكل بسيط بتغير المواسم بما أنه من الأنواع المهاجرة. تسكن هذه الغزلان هضبات ومراعي الصحراء الكبرى خلال موسم الأمطار وتنتقل إلى أراضي الأشجار القمئية في الفصل الجاف، وتتجنب هذه الغزلان الجبال ومناطق الكثبان الرمليّة في موطنها وتفضل البقاء في السهول الحجريّة المسطحة. أدّى تطوير الأراضي من قبل البشر بالإضافة إلى الرعي الجائر للماشية المستأنسة كما التغير المناخي الطويل الأمد إلى جعل موطن غزال المهرّ أكثر جفافا وأقل ملائمة عبر السنوات الماضية.

## العادات
غزال المهرّ حيوان اجتماعي عادة يعيش في قطعان مختلطة من الجنسين، ويعتلي الذكر المرتبة الاجتماعية العليا في القطيع ويقوم بإظهار هذا عبر الوقوف منفصلا عن باقي الأفراد أو عبر نطح الأعشاب والشجيرات كما وتقوم الأخيرة باستعراض قوتها عبر هز رؤسها والتظاهر بالرغبة بالابتداء بقتال.
تهاجر هذه الحيوانات عندما تتغير المواسم فتنتقل إلى الصحراء الكبرى خلال فصل الأمطار وإلى أراضي الأشجار القمئية المفتوحة خلال موسم الجفاف، وتتجمع هذه الغزلان في قطعان كبيرة يصل عددها إلى المئات عندما تكون في الصحراء أما عندما تنتقل إلى أراضي الأشجار القمئية فتعيش في مجموعات يتراوح عدد أفرادها بين 10 و20 غزالا. تتكون معظم القطعان من ذكر مسيطر وعدة إناث بالإضافة لبضعة صغار، إلا أنه تمت مشاهدة قطعان أموميّة أيضا (تتكون من الإناث وصغارها فقط) وقطعان للعزّاب (تتكون من الذكور العازبة فقط).

### الحمية

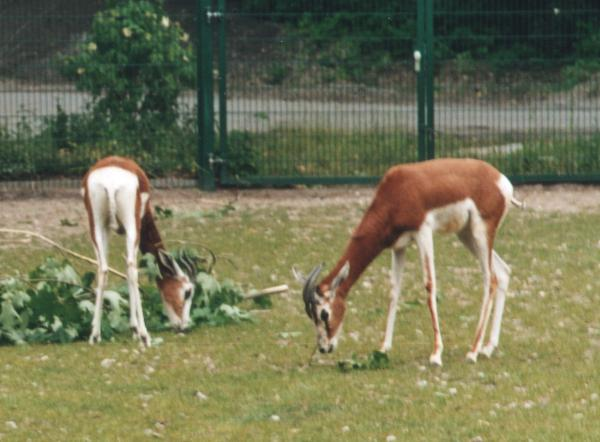
غزالان يرعيان في حديقة للحيوانات.

غزلان المهر حيوانات راعية تقتات على الجنبات، الحشائش، أعشاب الصحراء القاسية وأوراق شجر السنط التي كثيرا ما تقف على قوائمها الخلفية للحصول عليها وهي تحصل على معظم الماء الذي تحتاجه من عصارات النباتات التي تأكلها. تقف غزلان المهر بوضعية الإنذار عندما تشعر بالخطر وغالبا ما تضرب الأرض بقوائمها أو تدور حول نفسها وتشخر لإنذار باقي أفراد القطيع، وتشمل مفترسات هذه الحيوانات بنات آوى والفهود والضباع المرقطة والأسود.

### التناسل
يبدأ موسم التزاوج باكرا في أغسطس وينتهي في أكتوبر، وخلال هذه الفترة تصبح الذكور مناطقيّة أي يستأثر كل منها بمنطقة صغيرة ليحصل على الحق التزاوج مع الإناث التي تدخلها، وتقوم الذكور خلال هذه الفترة بإظهار عدائيتها عبر التبول والتبرّز على حدود منطقتها لتعليمها بالإضافة إلى مطاردة الإناث وتجميعها وطرد الذكور المنافسة.
يبلغ موسم التزاوج ذروته بين شهريّ أغسطس وأكتوبر مع العلم أنه يعرف عن هذه الغزلان أنها تتناسل على مدار السنة في الأسر، وعادة ما تلد الأنثى خشفا واحدا إلا أنه تمّ توثيق ولادة توائم في أحيان نادرة. تبقي الأنثى مولودها معزولا عن باقي القطيع مباشرة بعد الولادة، وبعد أيام قليلة يصبح الخشف قادرا على اللحاق بأمه عندما تتنقل وعند ذلك ينضم إلى القطيع. تبذل أمهات هذه الغزلان جهدا كبيرا لحماية صغارها، ومن المألوف أن تتشارك أنثيان في الدفاع عن صغارهما كما لوحظ عبر مراقبة تصرفها في البريّة حيث تقوم بمطاردة ومهاجمة بنات آوى التي تفترس الأخشاف. يعيش غزال المهرّ حتى يبلغ 12 عاما في البريّة، أما في الأسر فأنه يمكنها أن تبلغ 18 أو 19 سنة.